# Kodeks Tudela

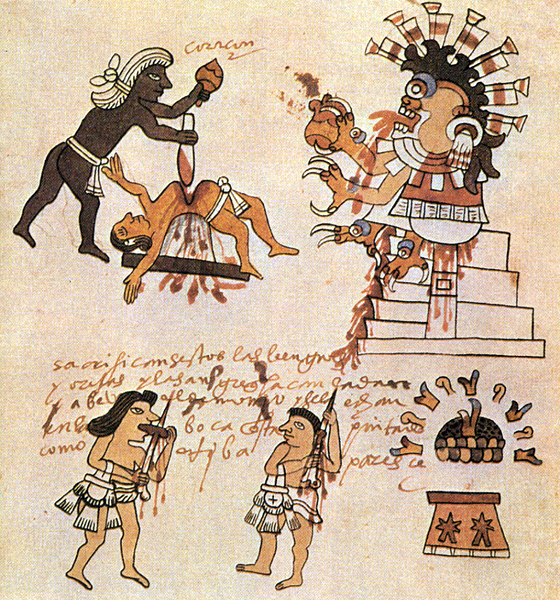
Fragment strony z Kodeksu Tudela. Ofiarowanie serca bogu podziemi (góra}, poniżej dwóch uczestników ceremonii upuszcza w ofierze krew z języka

Codex Tudela lub "Codice del Museo de América" – dokument średniowieczny opisujący aztecką i  meksykańską  religię, typy kalendarza, rytuałów związanych z chorobami i śmiercią, oraz święta religijne.

## Opis
Codex Tudela został napisany w języku Nahuatl i hiszpańskim w połowie XVI wieku w Meksyku na papierze europejskim. Manuskrypt składa się z trzech dokumentów złączonych w całość. Pierwszy Libro Indígena zajmuje strony 11-125 i został namalowany przez indiańskich skrybów w stylu pre-hiszpańskim około 1540. Rękopis zawiera ikonografię i pismo hieroglificzne opisujące rytuały pogrzebowe, obrzędy wykonywane w trakcie chorób i dotyczących bogów pijaństwa. 
Drugi manuskrypt zwany  Libro Pintado Europeo został dołączony w po 1554 na początku Kodeksu i zaczyna się od strony 1 do 10. Na stronach tych widoczny jest już renesansowy styl opatrzony rysunkami mężczyzn i kobiet z różnych plemion indiańskich. Całość uzupełnia trzeci dokument pt. Libro Escrito Europeo. 
Prawdopodobnie Kodeks Tudela był dokumentem wzorcowym dla pozostałych manuskryptów zaliczanych do grupy Kodeksów Magliabecchiano.

## Historia
Tak jak i u większości kodeksów tak i historia Kodeksu Tudela od chwili jego powstania nie jest do końca zbadana. Pierwotnie, w XVI wieku, znajdował się w rękach Francisca Cervantesa de Salazara. W XVIII wieku w 1799, został sprzedany w La Coruña w Hiszpanii. W 1981 i 1981 został po raz pierwszy wydany przez profesora Uniwersytetu Madryckiego Juana Joségo Batallę.
Kodeks Tudela znajduje się obecnie w Muzeum Ameryki w Madrycie. 

## Publikacje
- "Codex Tudela: a Key to Many Doors" American Museum of Natural History, zaprezentowany w Nowym Orleanie, we wrześniu 1969.